# Zero-G (Estudio de animación)
Zero-G Inc. (株式会社ゼロジー Kabushiki-gaisha Zerojī?) es un estudio de animación japonés fundado en junio de 2011 por el veterano director de anime Hiroshi Negishi . El estudio está ubicado en Suginami , Tokio, Japón.
El estudio está separado del predecesor anterior de Negishi, Zero-G Room, que se estableció en el año de 1991 y luego se cerró en 2001 cuando se fusionó con Radix Ace Entertainment .

## Trabajos

### Series de televisión
| Año  | Título                                                                                             | Director(es)                   | Fecha de primera transmisión | Fecha de última transmisión | Eps. | Notas | Refs.                |
| ---- | -------------------------------------------------------------------------------------------------- | ------------------------------ | ---------------------------- | --------------------------- | ---- | --- | -------------------- |
| 2016 | Battery                                                                                            | Tomomi Mochizuki               | 14 de julio de 2016          | 22 de septiembre de 2016    | 11   | Adaptación de la novela ligera escrita por Atsuko Asano e ilustrada por Makiko Satō.                                                      |                      |
| 2017 | Piace: Watashi no Italian                                                                          | Hiroaki Sakurai                | 11 de enero de 2017          | 29 de marzo de 2017         | 12   | Adaptación del manga web escrito e ilustrado por Atsuko Watanabe.                                                                         |                      |
| 2017 | Tsugumomo                                                                                          | Ryōichi Kuraya                 | 3 de abril de 2017           | 19 de junio de 2017         | 12   | Adaptación del manga escrito e ilustrado por Yoshikazu Hamada.                                                                            | [ 3 ]                |
| 2017 | Dive!!                                                                                             | Kaoru Suzuki                   | 6 de julio de 2017           | 21 de septiembre de 2017    | 12   | Adaptación de la novela escrita por Eto Mori.                                                                                             | [ 4 ]                |
| 2018 | Nil Admirari no Tenbin                                                                             | Masahiro Takata                | 8 de abril de 2018           | 24 de junio de 2018         | 12   | Adaptación del videojuego desarrollado por Otomate.                                                                                       |                      |
| 2018 | Dorei-ku The Animation                                                                             | Ryōichi Kuraya                 | 13 de abril de 2018          | 29 de junio de 2018         | 12   | Adaptación de la novela escrita por Shinichi Okada. Coproducción junto a TNK.                                                             |                      |
| 2018 | One Room 2nd Season                                                                                | Shinichirō Ueda                | 3 de julio de 2018           | 25 de septiembre de 2018    | 12   | Secuela de One Room. |                      |
| 2018 | Grand Blue                                                                                         | Shinji Takamatsu               | 14 de julio de 2018          | 29 de septiembre de 2018    | 12   | Adaptación del manga escrito por Kenji Inoue e ilustrado por Kimitake Yoshioka.                                                           | [ 5 ]                |
| 2018 | The iDOLM@STER SideM: Wake Atte Mini!                                                              | Mankyū                         | 9 de octubre de 2018         | 25 de diciembre de 2018     | 12   | Adaptación del manga ilustrado por Sumeragi.                                                                                              |                      |
| 2019 | Dōkyonin wa Hiza, Tokidoki, Atama no Ue.                                                           | Kaoru Suzuki                   | 9 de enero de 2019           | 27 de marzo de 2019         | 12   | Adaptación del manga escrito por Minatsuki e ilustrado por As Futatsuya.                                                                  |                      |
| 2020 | Rikei ga Koi ni Ochita no de Shōmei Shite Mita                                                     | Tōru Kitahata                  | 10 de enero de 2020          | 13 de marzo de 2020         | 12   | Adaptación del manga escrito e ilustrado por Alifred Yamamoto.                                                                            |                      |
| 2020 | Tsugu Tsugumomo                                                                                    | Ryōichi Kuraya                 | 5 de abril de 2020           | 21 de junio de 2020         | 12   | Secuela de Tsugumomo. | [ 6 ]                |
| 2020 | One Room Third Season                                                                              | Shinichirō Ueda                | 5 de octubre de 2020         | 21 de diciembre de 2020     | 12   | Secuela de One Room 2nd Season. |                      |
| 2021 | Sankaku Mado no Sotogawa wa Yoru                                                                   | Yoshitaka Yasuda Daiji Iwanaga | 3 de octubre de 2021         | 19 de diciembre de 2021     | 12   | Adaptación del manga escrito e ilustrado por Tomoko Yamashita.                                                                            | [ 7 ]                |
| 2022 | Rikei ga Koi ni Ochita no de Shōmei Shite Mita r=1-sinθ                                            | Tōru Kitahata                  | 1 de abril de 2022           | 17 de junio de 2022         | 12   | Secuela de Rikei ga Koi ni Ochita no de Shōmei Shite Mita..                                                                               | [ 8 ]                |
| 2023 | Kōri Zokusei Danshi to Kūru na Dōryō Joshi                                                         | Mankyū                         | 4 de enero de 2023           | 22 de marzo de 2023         | 12   | Adaptación del manga escrito e ilustrado por Miyuki Tonogaya. Coproducción junto a Liber.                                                 | [ 9 ]                |
| 2023 | Isekai Nonbiri Nōka                                                                                | Ryōichi Kuraya                 | 6 de enero de 2023           | 24 de marzo de 2023         | 12   | Adaptación de la novela ligera escrita por Kinosuke Naito e ilustrada por Yasumo.                                                         | [ 10 ] [ 11 ]        |
| 2023 | Konyaku Haki Sareta Reijō wo Hirotta Ore ga, Ikenai Koto wo Oshiekomu                              | Takashi Asami                  | 4 de octubre de 2023         | 20 de diciembre de 2023     | 12   | Adaptación de la novela ligera escrita por Sametarō Fukada e ilustrada por Sakura Miwabe. Coproducción junto a Digital Network Animation. | [ 12 ]               |
| 2024 | Kaii to Otome to Kamikakushi                                                                       | Tomomi Mochizuki               | 10 de abril de 2024          | 26 de junio de 2024         | 12   | Adaptación del manga escrito e ilustrado por Nujima.                                                                                      | [ 13 ] [ 14 ]        |
| 2024 | Nageki no Bōrei wa Intai Shitai                                                                    | Masahiro Takata                | 1 de octubre de 2024         | 22 de diciembre de 2024     | 13   | Adaptación de la novela ligera escrita por Tsukikage e ilustrada por Chyko.                                                               | [ 15 ]               |
| 2025 | S Rank Monster no “Behemoth” dakedo, Neko to Machigawarete Elf Musume no Pet Toshite Kurashitemasu | Tetsuo Hirakawa                | 4 de enero de 2025           | 15 de marzo de 2025         | 12   | Adaptación de la novela ligera escrita por Nozomi Ginyoku e ilustrada por Mitsuki Yano. Coproducción junto a Saber Works.                 | [ 16 ] [ 17 ] [ 18 ] |
| 2025 | Nihon e Yōkoso Elf-san.                                                                            | Tōru Kitahata                  | 10 de enero de 2025          | 28 de marzo de 2025         | 12   | Adaptación de la novela ligera escrita por Makishima Suzuki e ilustrada por Yappen.                                                       | [ 19 ] [ 20 ] [ 21 ] |
| 2025 | Grand Blue Season 2                                                                                | Shinji Takamatsu               | 8 de julio de 2025           | —                           | 12   | Secuela de Grand Blue. Coproducción junto a Liber.                                                                                        | [ 22 ] [ 23 ]        |
| 2025 | Nageki no Bōrei wa Intai Shitai Season 2                                                           | Masahiro Takata                | Octubre de 2025              | —                           | —    | Secuela de Nageki no Bōrei wa Intai Shitai.                                                                                               | [ 24 ]               |
| 2025 | Kikaijikake no Marie                                                                               | Junji Nishimura                | Octubre de 2025              | —                           | —    | Adaptación del manga escrito e ilustrado por Aki Akimoto. Coproducción junto a Liber.                                                     | [ 25 ]               |
| —    | Ponkotsu Fūkiin to Skirt Take ga Futekisetsu na JK no Hanashi                                      | Daiji Iwanaga                  | —                            | —                           | —    | Adaptación del manga escrito e ilustrado por Takuma Yokota.                                                                               | [ 26 ]               |

### Películas
| Año  | Título                       | Director(es)      | Duración | Notas                                                          | Refs.  |
| ---- | ---------------------------- | ----------------- | -------- | -------------------------------------------------------------- | ------ |
| 2022 | Bokura no Yoake              | Tomoyuki Kurokawa | 120m     | Adaptación del manga escrito por e ilustrado por Tetsuya Imai. | [ 27 ] |
| —    | Kukuriraige: Sanseitai Denki | Fumikazu Sato     | —        | Historia original.                                             | [ 28 ] |

### OVAs
| Año  | Título                                    | Director(es)   | Fecha de primera transmisión | Fecha de última transmisión | Eps. | Notas                                                          | Refs.  |
| ---- | ----------------------------------------- | -------------- | ---------------------------- | --------------------------- | ---- | -------------------------------------------------------------- | ------ |
| 2019 | The iDOLM@STER SideM: Wake Atte Mini! OVA | Mankyū         | 22 de marzo de 2019          | 22 de marzo de 2019         | 1    | Adaptación del manga ilustrado por Sumeragi.                   |        |
| 2020 | Tsugumomo OVA                             | Ryōichi Kuraya | 22 de enero de 2020          | 22 de enero de 2020         | 1    | Adaptación del manga escrito e ilustrado por Yoshikazu Hamada. | [ 29 ] |

### ONAs
| Año  | Título                         | Director(es)     | Fecha de primera transmisión | Fecha de última transmisión | Eps. | Notas                                                                       | Refs.  |
| ---- | ------------------------------ | ---------------- | ---------------------------- | --------------------------- | ---- | --------------------------------------------------------------------------- | ------ |
| 2020 | Zashiki Warashi no Tatami-chan | Rensuke Oshikiri | 10 de abril de 2020          | 26 de junio de 2020         | 12   | Historia original.                                                          |        |
| 2021 | Tenkuu Shinpan                 | Masahiro Takata  | 25 de febrero de 2021        | 25 de febrero de 2021       | 12   | Adaptación del manga escrito por Tsuina Miura e ilustrado por Takahiro Oba. | [ 30 ] |
| —    | Lady Napoleon                  | Noriaki Akitaya  | —                            | —                           | TBA  | Historia original.                                                          | [ 31 ] |